# Justizministerium (Italien)
Das italienische Justizministerium (italienisch Ministero della Giustizia) ist ein Ministerium der italienischen Regierung. Es hat seinen Sitz in dem nahe der Tiberinsel gelegenen Palazzo Piacentini in Rom. Amtierender Justizminister und Siegelbewahrer ist seit dem 22. Oktober 2022 Carlo Nordio im Kabinett Meloni.

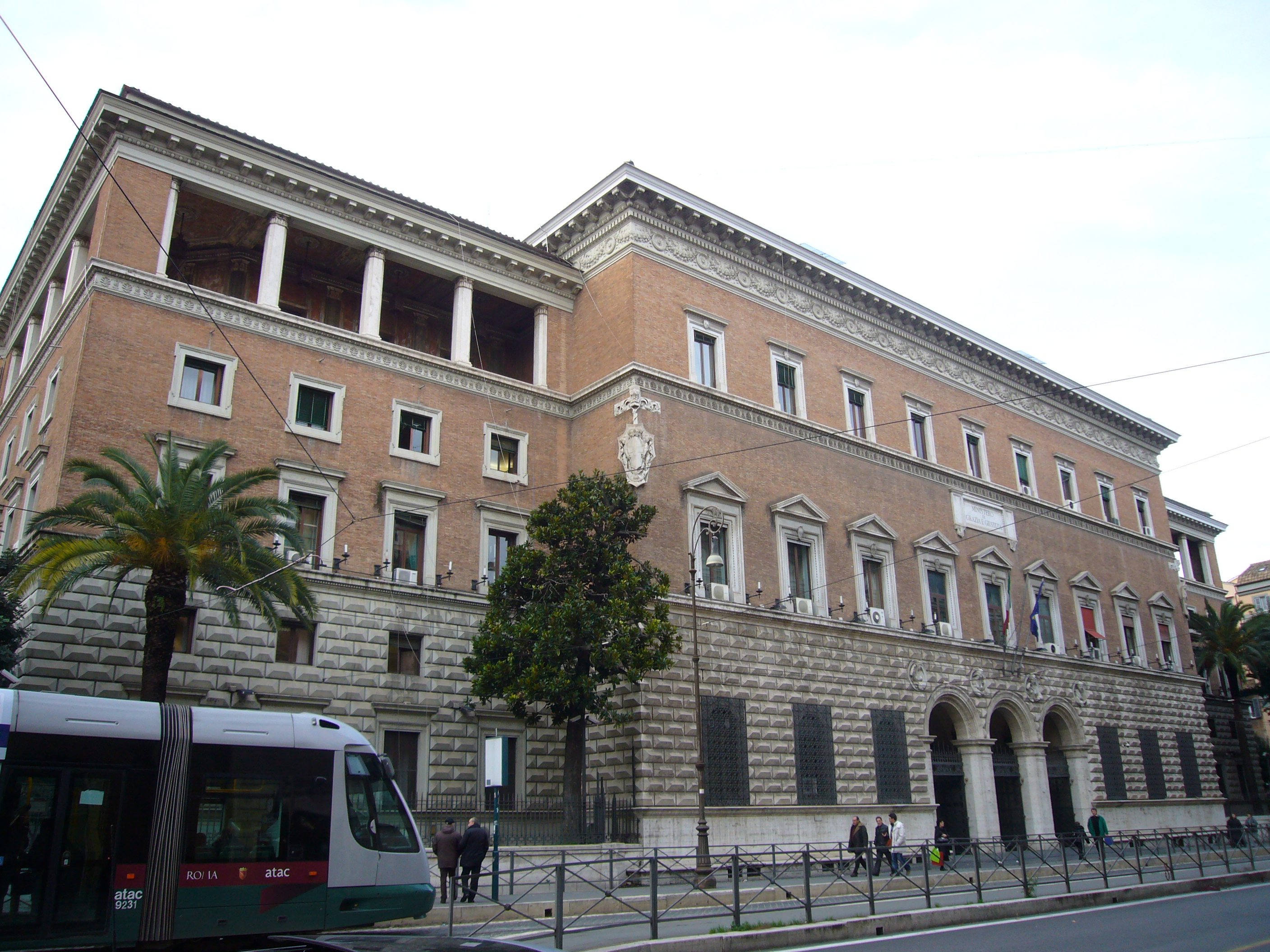
Das Justizministerium in Rom

## Aufgaben
Das Justizministerium ist zuständig für Angelegenheiten des Zivil- und Strafrechts, für die Justizverwaltung und die Organisation der Gerichtsbarkeit und der staatsanwaltschaftlichen Behörden sowie für das Strafvollzugs- und das Gnadenwesen. Es bearbeitet auch zwischenstaatliche Angelegenheiten der Rechtspflege und prüft andere rechtliche Fragen, soweit dies nicht von anderen Behörden durchgeführt wird.
Italienische Richter und Staatsanwälte sind in Ausübung ihres Amtes selbständig und unterstehen nicht dem Justizministerium, sondern ihrem Selbstverwaltungsorgan Consiglio Superiore della Magistratura. Der Justizminister kann jedoch ihnen gegenüber unter bestimmten Voraussetzungen Disziplinarverfahren oder Untersuchungen veranlassen.
Das Ministerium ist nicht zuständig für die Verwaltungsgerichtsbarkeit, die Finanzgerichtsbarkeit und die Militärgerichte. Sie unterstehen organisatorisch respektive dem Ministerpräsidenten, dem Finanzministerium und dem Verteidigungsministerium. Auch in diesen Fällen sind die jeweiligen Richter in Ausübung ihres Amtes unabhängig und unterstehen nur ihrem jeweiligen Selbstverwaltungsorgan.

## Zentrale Organisation
Die politische Führung besteht aus dem Minister und in der Regel zwei Staatssekretären. Letztere sind in Italien keine Beamte, sondern Politiker. Im Gegensatz zu einigen anderen Ministerien sind die Abteilungen („Generaldirektionen“) zu Hauptabteilungen (Dipartimenti) zusammengefasst. Ministerien ohne Hauptabteilungen haben einen Generalsekretär als Amtschef; diesen gibt es hier nicht. Die entsprechenden Aufgaben werden von den Leitern der Hauptabteilungen übernommen.
- Hauptabteilung für Justizangelegenheiten (Dipartimento per gli Affari di Giustizia) (3 Abteilungen)
- Hauptabteilung für die Justizorganisation, Personal und Dienstleistungen (Dipartimento dell'Organizzazione Giudiziaria, del Personale e dei Servizi) (6 Abteilungen)
- Hauptabteilung für die Jugendjustiz (Dipartimento per la Giustizia Minorile) (2 Abteilungen)
- Hauptabteilung für die Strafvollzugsverwaltung (Dipartimento dell'Amministrazione Penitenziaria) (3 Abteilungen)

Der Strafvollzugshauptabteilung untersteht die Polizia Penitenziaria.

## Nachgeordnete Einrichtungen

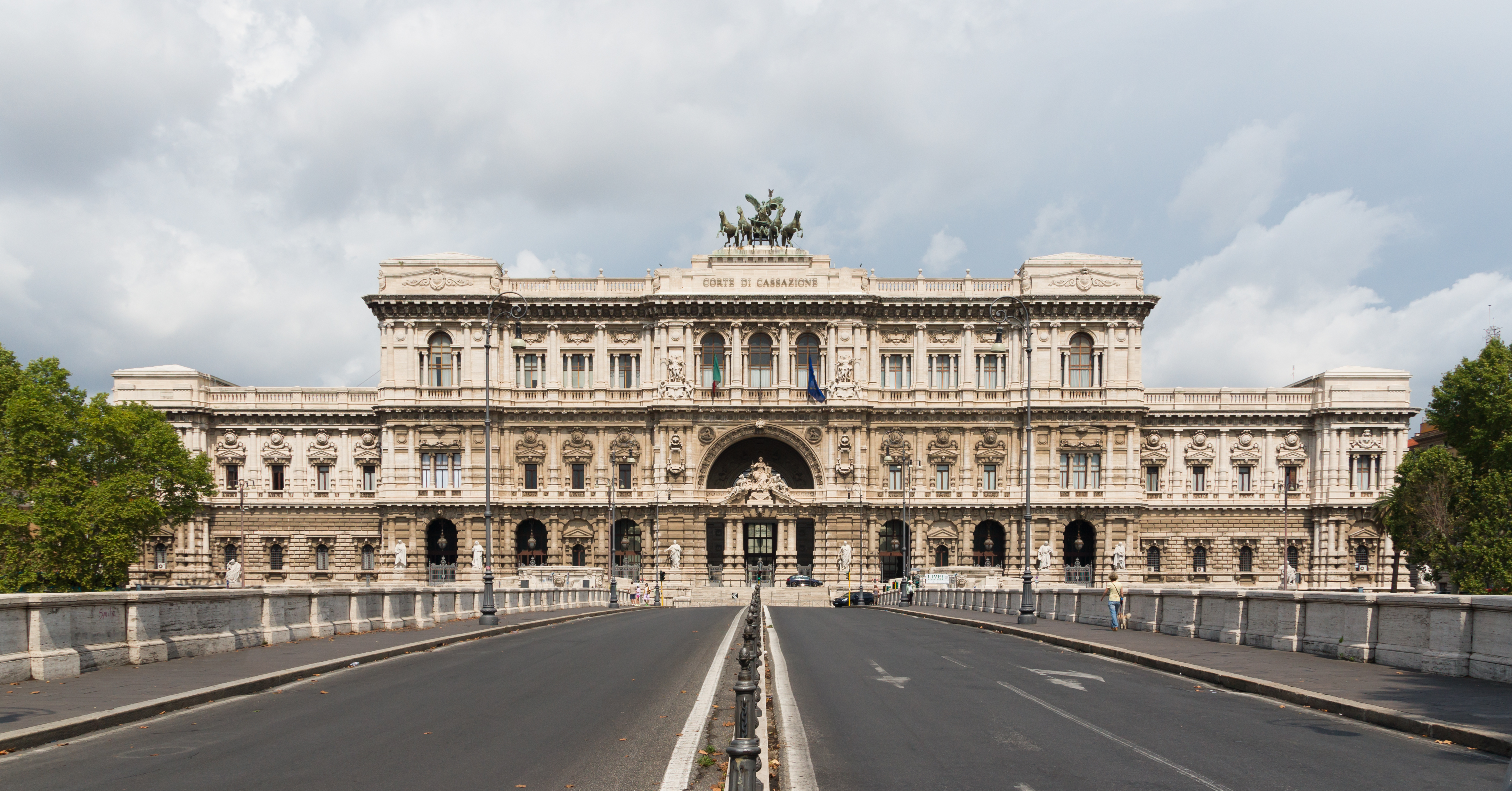
Der Justizpalast in Rom, genannt Palazzaccio, Sitz des Kassationsgerichts

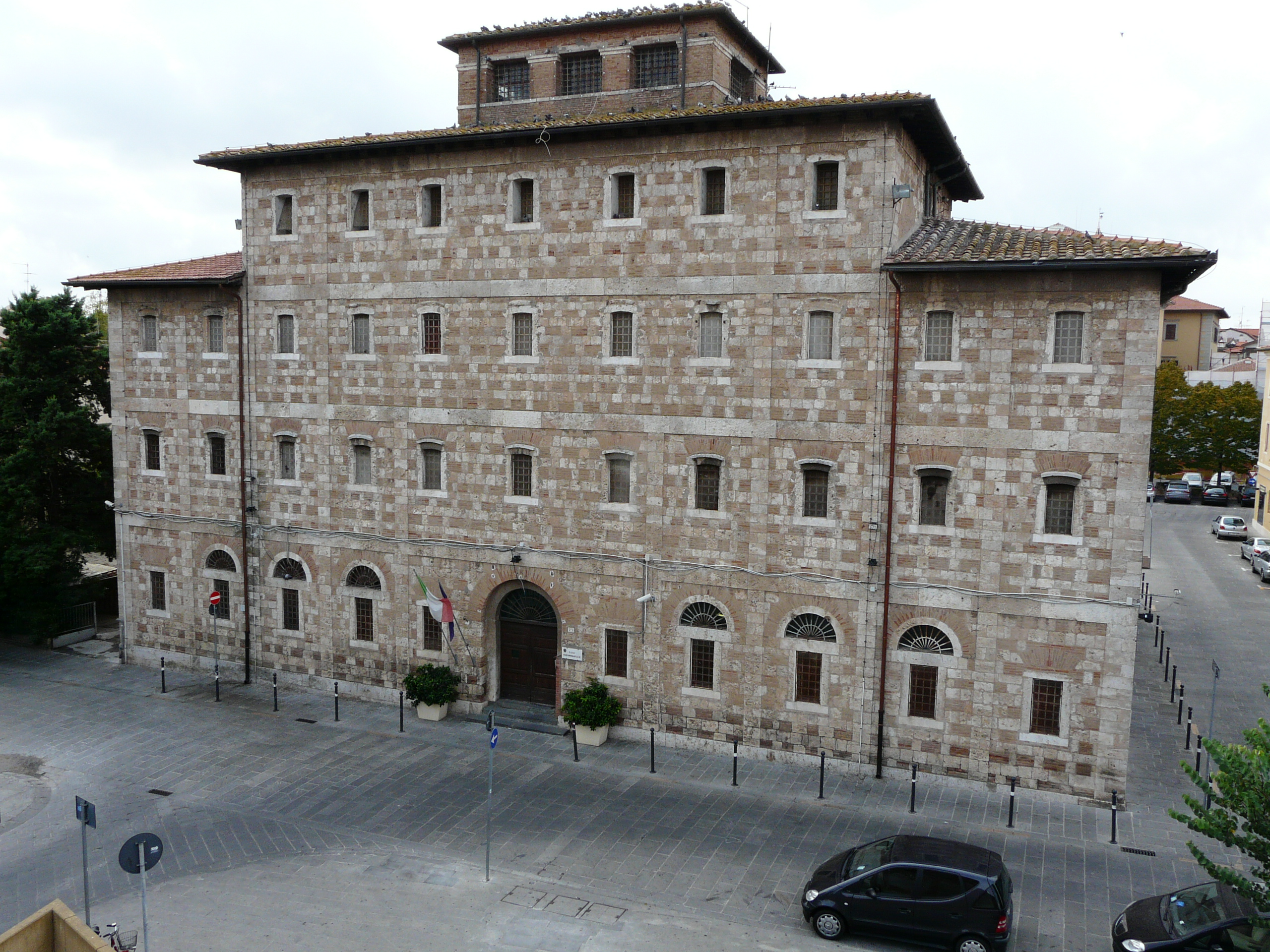
Gefängnis in Grosseto

Der Hauptabteilung für die Justizorganisation und ihren drei regionalen Direktionen in Mailand, Rom und Neapel sind organisatorisch nachgeordnet:
- das Oberste Kassationsgericht
- die Generalstaatsanwaltschaft und die nationale Antimafia-Staatsanwaltschaft beim Kassationsgericht
- 26 Appellationsgerichte (mit 3 Zweigstellen) mit dazugehörigen Generalstaatsanwaltschaften und Antimafia-Staatsanwaltschaften
- 26 Jugendgerichte (mit 3 Zweigstellen) mit dazugehörigen Staatsanwaltschaften
- 136 Landgerichte mit dazugehörigen Staatsanwaltschaften (+4 Landgerichte in den Abruzzen, die 2018 schließen)
- rund 350 Friedensgerichte (Stand 2015)
- 8 regionale Gerichte und ein oberstes Gericht für öffentliche Gewässer

Hauptartikel: Liste der Gerichte in Italien
Die Regierung Monti beschloss 2012 eine Rationalisierung der Gerichte und ihrer Amtsbezirke, die bis 2014 umgesetzt wurde. Von den zuletzt 165 Landgerichten und 220 Zweigstellen wurden 30 Gerichte und alle Zweigstellen geschlossen. Von 848 Friedensgerichten sollten 667 aufgelöst werden, es wurde jedoch den Gebietskörperschaften schließlich freigestellt, Friedensgerichte auf eigene Kosten weiterzubetreiben.
Der Hauptabteilung für die Jugendjustiz unterstehen Jugendstrafvollzugszentren und verschiedene soziale Dienste und Einrichtungen. Der Hauptabteilung für die Strafvollzugsverwaltung unterstehen 11 regionale Direktionen mit nachgeordneten Justizvollzugsanstalten verschiedener Kategorien.

## Geschichte
Die Geschichte des italienischen Justizministeriums lässt sich zurückführen auf den Großkanzler und Siegelbewahrer des Herzogtums Savoyen. Aus seiner Kanzlei ging 1848 das „Ministerium für Kirchen-, Gnaden- und Justizangelegenheiten“ (Ministero per gli affari Ecclesiastici, di Grazia e di Giustizia) des Königreiches Sardinien-Piemont hervor. Dieses Königreich stand ab 1848 an der Spitze der italienischen Einigungsbewegung, in das dann 1861 die alten italienischen Staaten eingegliedert wurden und das damit den Namen Königreich Italien annahm.
Das piemontesische Justizministerium in Turin wurde somit 1861 italienisch und dehnte seine territoriale Zuständigkeit auf den gesamten neuen Staat aus. 1865 kam es nach Florenz, 1871 dann nach Rom. Im Jahr 1922 erhielt das Ministerium die Zuständigkeit für den Strafvollzug, der davor beim Innenministerium gewesen war. Letzteres erhielt im Gegenzug zehn Jahre später die Zuständigkeit für Kirchen- und Religionsangelegenheiten. Von 1932 bis 1999 hieß das Ministerium offiziell „Ministerium für Gnade und Justiz“ (Ministero di Grazia e Giustizia), dann erhielt es im Zug tiefgreifender organisatorischer Reformen seinen heutigen Namen.